# Per Sjöstrand

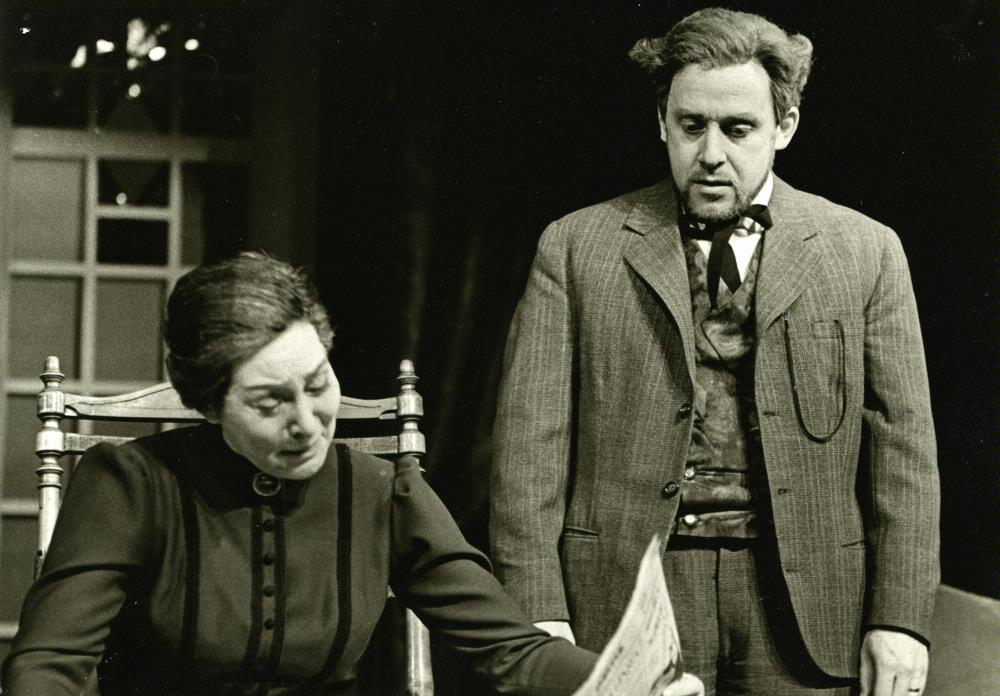
Birgit Eggers y Per Sjöstrand en Påsk en 1966

Per Sjöstrand (29 de julio de 1930 - 25 de octubre de 2008) fue un actor, director y guionista de nacionalidad sueca.

## Biografía
Su nombre completo era Nils Per Erik Sjöstrand, y nació en Estocolmo, Suecia. Sjöstrand cursó estudios en la escuela del teatro Dramaten en 1951–1954, tras lo cual trabajó para dicha institución hasta el año 1961. Fue director del Helsingborgs stadsteater entre 1962 y 1968, pasando de nuevo al Dramaten en 1971. 
Además de dirigir teatro, también fue director televisivo, realizando varias producciones basadas en obras de Vilhelm Moberg.
Per Sjöstrand falleció en Viken, Suecia, en el año 2008. Había estado casado entre 1956 y 1961 con la actriz Britt Olofsson y, a partir de 1963, con la también actriz Gurie Nordwall.

## Filmografía (selección)

### Actor
- 1947 : Jens Månsson i Amerika
- 1952 : Trots
- 1953 : Skuggan
- 1954 : Café Lunchrasten
- 1955 : Kärlek på turné
- 1955 : Våld
- 1956 : Sceningång
- 1957 : Smultronstället
- 1958 : Jazzgossen
- 1967 : Asterix och hans tappra galler
- 1968 : ¿Quién le ha visto morir? (Ole dole doff)
- 1969 : Pippi Långstrump
- 1970 : Reservatet
- 1971 : Beröringen
- 1973 : Makt på spel (TV)
- 1976 : Asterix 12 stordåd
- 1976 : Agaton Sax och Byköpings gästabud
- 1977 : Bluff Stop
- 1977 : Soldat med brutet gevär (TV)
- 1983 : Profitörerna (TV)
- 1988 : Behöriga äga ej tillträde
- 1989 : Förhöret
- 1991 : Kopplingen (TV)
- 1993 : Macklean (TV)
- 1993 : Chefen fru Ingeborg (TV)
- 1999 : Där regnbågen slutar

### Director
- 1986 : Sammansvärjningen (TV)
- 1985 : Rid i natt! (TV)
- 1979 : Mor gifter sig (TV)
- 1976 : Rasken (TV)
- 1973 : Din stund på jorden (TV)
- 1971 : Änkeman Jarl
- 1970 : Ett dockhem (TV)
- 1967 : Marknadsafton (TV)
- 1958 : Äventyr med gammal (TV)

### Guionista
- 1979 : Mor gifter sig (TV)
- 1976 : Raskens (TV)
- 1973 : Din stund på jorden (TV)
- 1971 : Änkeman Jarl
- 1970 : Ett dockhem (TV)
- 1958 : Äventyr med gammal (TV)

## Teater

### Actor
- 1959 : Den Politiske Kandestøber, de Ludvig Holberg, dirección de Rune Carlsten, Dramaten y Folkan
- 1960 : Kvartetten som sprängdes, de Birger Sjöberg, dirección de Åke Falck, Skansens friluftsteater[3]
- 1968 : Medea, de Eurípides, dirección de Keve Hjelm, Stockholms stadsteater
- 1971 : Modern, de Stanislaw Ignacy Witkiewicz, dirección de Alf Sjöberg, Dramaten
- 1976 : Gud bevare omgivningen när en människa får en idé, de Stig Ossian Ericson, dirección de Per Sjöstrand, Dramaten
- 1977 : Los endemoniados, de Fiódor Dostoyevski, dirección de Ernst Günther, Dramaten
- 1990 : Amorina, de Carl Jonas Love Almqvist, dirección de Peter Stormare, Dramaten

### Director
- 1961 : Fridas visor, de Birger Sjöberg, Skansens friluftsteater
- 1966 : Used Car For Sale y The Dirty Old Man, de Lewis John Carlino, traducción de Per Sjöstrand, Kristianstads teater y Helsingborgs stadsteater[4]
- 1966 : Peter Pat, de Enid Rudd, Helsingborgs stadsteater[5]
- 1967 : El zoo de cristal, de Tennessee Williams, traducción de Carl Olof Lång, Helsingborgs stadsteater[6]
- 1976 : Gud bevare omgivningen när en människa får en idé, de Stig Ossian Ericson, Dramaten
- 1977 : Ballongen spricker y Krukan är tom, de Gustav Jonsson, Bo Bergstrand y Christina Nilsson, Dramaten
- 1980 : Fysikerna, de Friedrich Dürrenmatt, Dramaten

## Radioteatro
- 1954 : Pojken med kärran, de Christopher Fry, dirección de Palle Brunius[7]
- 1960 : Kvartetten som sprängdes, Birger Sjöberg, dirección de Åke Falck[8]

## Traducciones
- Gaston-Armand de Caivallet, Robert de Flers y Etienne Rey: La belle aventure (1963)
- Leonard Kingston: Travelling light (1965)
- Jacinto Benavente: Los intereses creados (1967)
- Fritz Hochwälder: Die Herberge (1960)
- Arnold Wesker: Four Portraits - Of Mothers (1990)